# رضا وردي
رضا وردي (بالفرنسية: Reda Wardi) (ولد في 2 أغسطس 1995) هو لاعب محترف في اتحاد الرغبي فرنسي يشغل مركز العمود مع نادي لا روشيل في توب 14 ومع منتخب فرنسا لاتحاد الرغبي.

## المسيرة الاحترافية
بعد تدرّجه في أكاديمية مونبلييه HR، بدأ وردي مسيرته مع نادي آس بيزييه هيرولت في برو دي 2، قبل أن ينضم إلى ستاد روشليه في عام 2019.
استُدعي وردي لأول مرة إلى المنتخب الفرنسي الأول في أكتوبر 2022 للمشاركة في الاختبارات الدولية للرغبي نهاية عام 2022.

## روابط خارجية
- الملف الشخصي على موقع الاتحاد الفرنسي للرغبي
- رضا وردي عل موقع إسبنسكروم (الإنجليزية)
- رضا وردي على موقع ItsRugby.co.uk (الإنجليزية)